# Sabina Valbusa
Sabina Valbusa, född 21 januari 1972, är en italiensk längdåkare som tävlat i världscupen sedan 1993. Valbusa har främst utmärkt sig som en del av det italienska stafettlaget men individuellt vann hon 2004 en tävling över 15 km på hemmaplan i Pragelato.
Som en del av det italienska stafettlaget har Valbusa tagit brons vid OS 2006 i Turin. Vidare silver vid VM 1999 och brons både 2001 och 2005.
Sabina är yngre syster till Fulvio Valbusa.